# Akonitaza

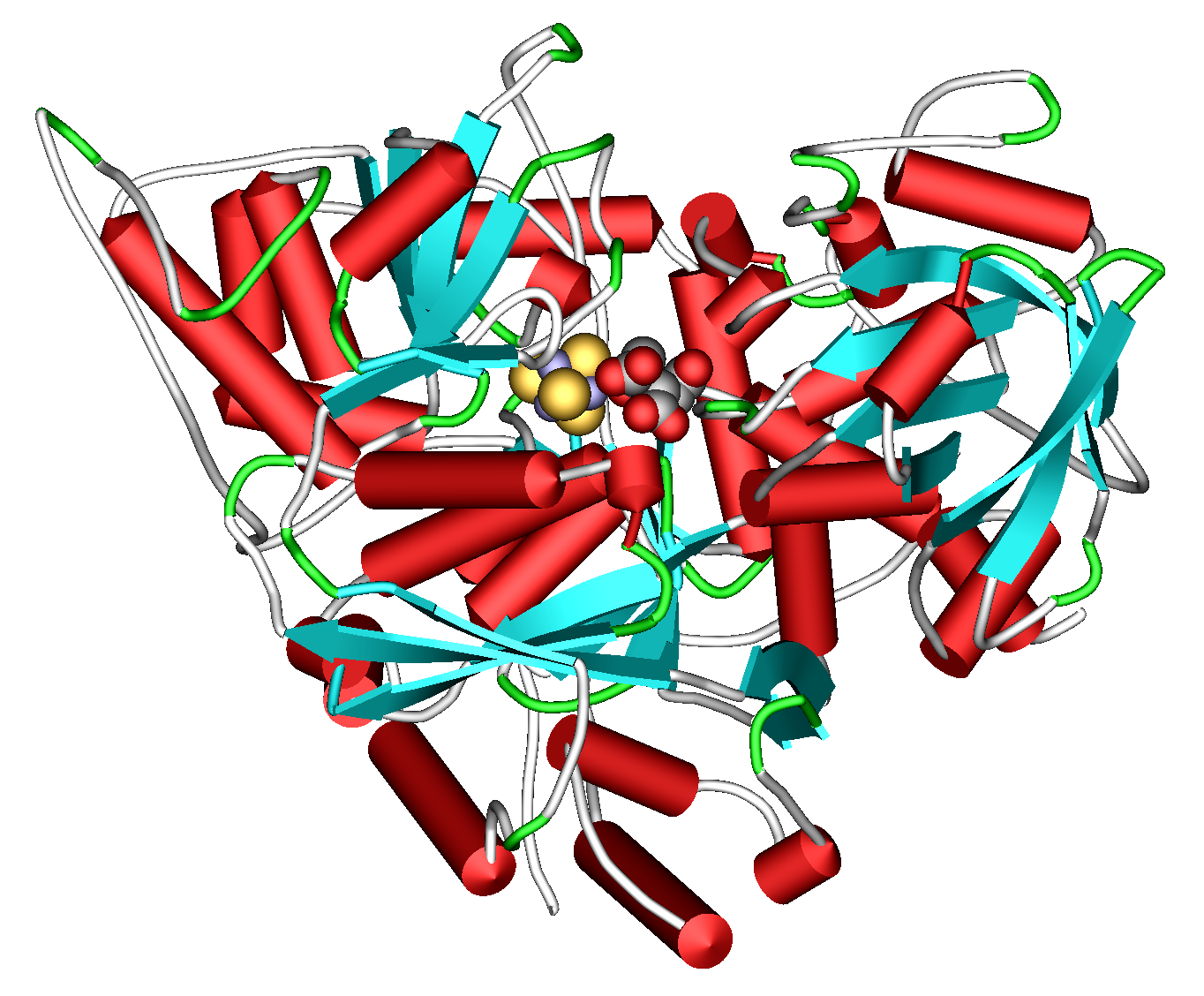
Model struktury czwartorzędowej akonitazy

Akonitaza, hydrataza akonitanowa – enzym katalizujący stereospecyficzną izomeryzację cytrynianu do izocytrynianu poprzez cis-akonitan w cyklu Krebsa (cyklu kwasu cytrynowego).